# مديرية الأبجدية واللغويات (مالي)
مديرية الأبجدية واللغويات أو المديرية الوطنية لمحو الأمية الوظيفية واللغويات التطبيقية (بالفرنسية : Direction nationale de l'alphabétisation fonctionnelle et de la linguistique appliquée) والمعروفة اختصارا تحت اسم DNAFLA، هي مؤسسة ماليّة تم إنشاؤها بموجب القانون رقم 86 في 24 يوليو 1986م، وتتمثل مهمتها في تعزيز محو الأمية بلغات مالي وتسهيل أدوات التطوير. وقد سمح ذلك بإنتاج الأبجديات والقواميس والمعاجم وكتيبات التدريب للغات مختلفة في البلاد. من بين أمور أخرى، أنشأت نسخة موحدة من الأبجدية اللاتينية الأمازيغية.